# Wegekreuz Arnoldsweilerweg

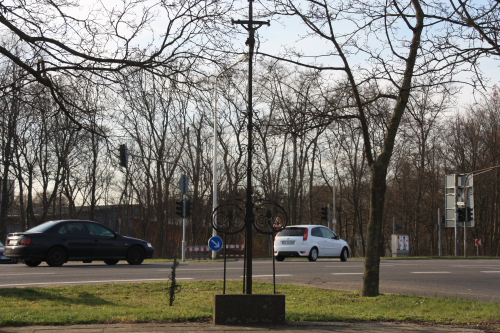
Das Kreuz am alten Standort

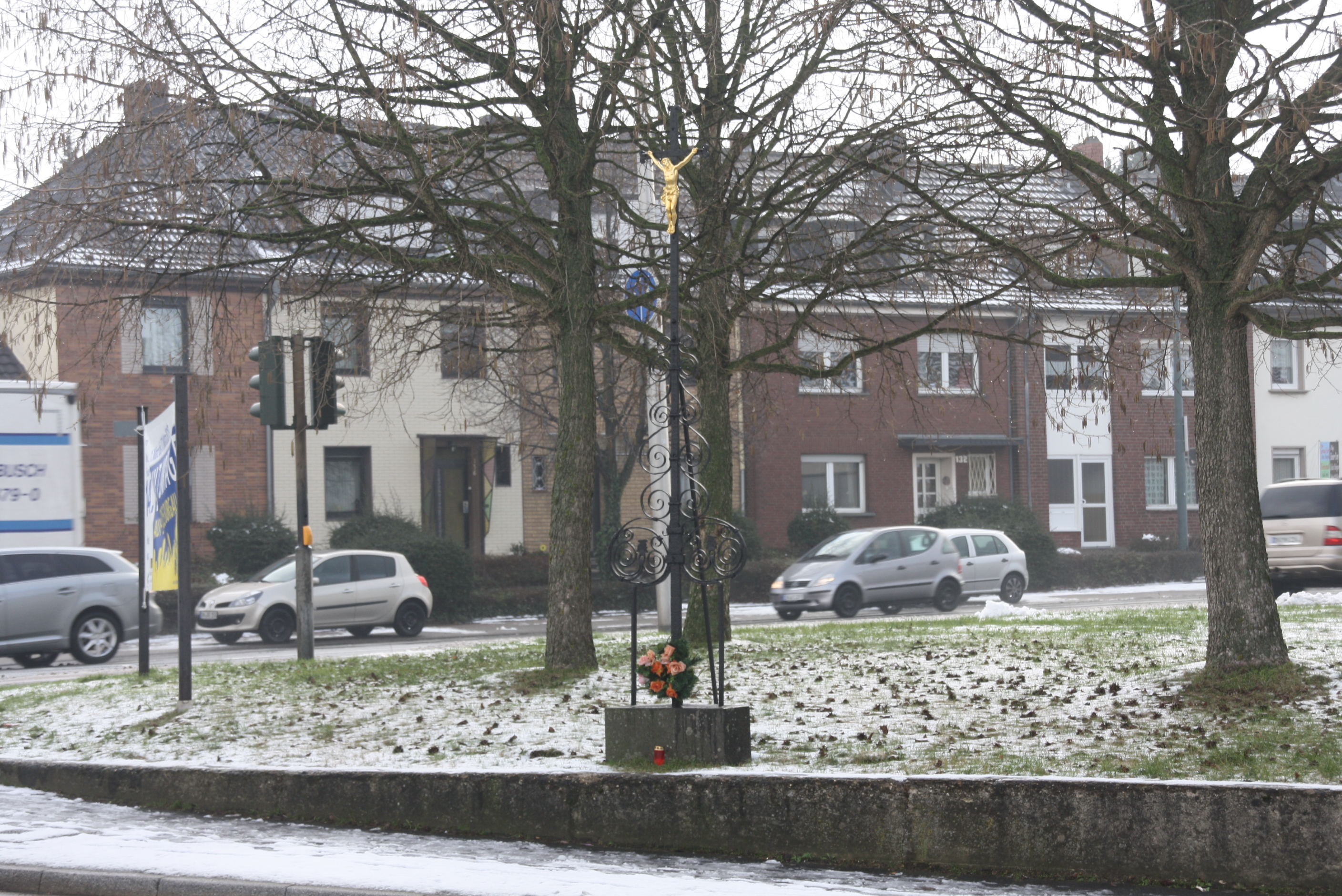
Das Kreuz am neuen Standort

Das Wegekreuz Arnoldsweilerweg befindet sich in Düren in Nordrhein-Westfalen. 
Das Wegekreuz stand auf einer Verkehrsinsel an der Einmündung des Arnoldsweilerweges in die Schoellerstraße (Bundesstraße 56).
Das Kreuz stammt aus der zweiten Hälfte des 18. Jahrhunderts. Das ca. 4 m hohe schmiedeeiserne Kreuz ist mit Rankenwerk verziert und hat einen ursprünglich vergoldeten Korpus.
Das Bauwerk ist unter Nr. 1/063 in die Denkmalliste der Stadt Düren eingetragen.
Das Kreuz wurde im Jahr 2012 restauriert und in die Arnoldsweilerstraße kurz vor die Ampel Schoellerstraße  versetzt.